# Sisamón
Sisamón – gmina w Hiszpanii, w prowincji Saragossa, w Aragonii, o powierzchni 41,55 km². W 2011 roku gmina liczyła 40 mieszkańców.